# Foramen magnum
Het foramen magnum  of achterhoofdsgat is een opening in de schedel van de mens. Hierdoor verlaat het ruggenmerg de schedel en loopt het in het ruggenmergkanaal in de wervelkolom. Het ligt vlak onder de ruimte waar de kleine hersenen en hersenstam zich bevinden, in het midden van de schedelbasis.
Een te klein achterhoofdsgat kan onder meer ontstaan door chiarimalformatie. De aandoening achondroplasie heeft als kenmerk dat het foramen magnum verkleind is. Bij een te klein foramen magnum kan druk op het ruggenmerg of een waterhoofd ontstaan. Forensisch onderzoek heeft aangetoond dat bij een val op de kruin of op beide voeten een ringfractuur rondom het foramen magnum kan ontstaan.
Het middelste punt aan de voorrand van het foramen magnum wordt basion genoemd, het middelste punt aan de achterrand heet opisthion.

## Primaten
Bij niet-menselijke primaten ligt het achterhoofdsgat verder naar achter in de schedel, waar dat bij mensen meer in het midden van de schedelbasis is.